# Avant. Pismo Awangardy Filozoficzno-Naukowej
Avant. Pismo Awangardy Filozoficzno-Naukowej – interdyscyplinarne, recenzowane czasopismo naukowe, którego redakcja uformowała się w maju 2010 roku z kognitywistów i filozofów, członków Międzywydziałowego Koła Awangardy Filozoficzno-Naukowej Uniwersytetu Mikołaja Kopernika w Toruniu. Obecnie wydawane jest przez Ośrodek Badań Filozoficznych w Warszawie, opierając się na współpracy naukowej z pracownikami, doktorantami i studentami UMK. Siedziba redakcji mieści się w Toruniu. Redaktorem naczelnym Avantu był do września 2010 Piotr Momot, a następnie (do chwili obecnej) – Witold Wachowski.
Avant jest zasadniczo dwujęzyczny (język angielski i polski), wydawany w wolnym dostępie (Open Access), online oraz kolekcjonersko drukiem, z częstotliwością trzech numerów rocznie (dwa numery międzynarodowe anglojęzyczne i jeden numer dwujęzyczny, zawierający m.in. przekłady).
Pole zainteresowania Avantu to bieżące trendy w badaniach interdyscyplinarnych, w szczególności w kognitywistyce, w badaniach nad nauką, techniką i społeczeństwem oraz badaniach nad praktyką artystyczną. Czasopismo to publikuje analizy, przeglądy, omówienia własnych badań, komentarze, dyskusje, recenzje i wywiady, koncentrując się na takich dziedzinach i nurtach jak nauki kognitywne, fenomenologia, psychologia, socjologia, antropologia, studia nad praktyką artystyczną, ontologia społeczna, konstruktywizm, robotyka, sztuczna inteligencja, ucieleśnienie, enaktywizm czy nauki o złożoności.
W Avancie opublikowano następujące numery tematyczne:
- Karczmarczyk, A. i in. (red.), (2012), Immune system, immune self / System odpornościowy, ja immunologiczne (filozofia immunologii), wolny dostęp
- Hensel, W. i in. (red.), (2012), A remedy called affordance / Remedium zwane „affordance” (koncepcja afordancji), wolny dostęp
- Afeltowicz, Ł. i in. (red.), (2013), STS spotyka CS / STS meets CS (interakcje między społecznymi badaniami nad nauką i techniką a kognitywistyką), wolny dostęp
- Theiner, G. i in. (red.), (2013), Język, piśmienność i teoria mediów / Language, Literacy, and Media Theory (kulturowa historia koncepcji umysłu rozszerzonego), wolny dostęp
- Wachowski, W. (red.), (2013), Laboratorium wiosny / A Laboratory of Spring (publikacja z okazji setnej rocznicy premiery baletu „Święto Wiosny” I. Strawińskiego), wolny dostęp
- Komendziński, T. i in. (red.), (2014), Enactivism: Arguments & Applications (enaktywizm), wolny dostęp
- Nowakowski, P. i Wachowski, W. (red.), (2014), Delusions (badania nad urojeniami), wolny dostęp